# Júlia Hársfalvi
Júlia Hárafalvi (født 12. november 1996 i Zalaegerszeg, Ungarn) er en ungarsk håndboldspiller som spiller for Debrecen VSC.